# 光興里 (高雄市)
光興里位於臺灣高雄市內門區，為朱一貴的發跡地。其東邊以鴨母寮溝與內豐里為鄰，南邊則以烏山坑溪、菜公坑溪為界與觀亭、中埔二里相接，西邊與臺南市龍崎區隔著烏山，北邊則與三平里之間隔著三崁店溪。產業以農業為主，主要農產為荔枝、芭樂、火鶴，另有豬仔畜牧養殖業。

## 聚落莊名
- 鴨母寮：位於該里中北部，為朱一貴的發跡地，名稱來自其曾在此處養鴨的緣故[2]。
- 石車：位於該里中南部，鴨母寮的西南方，名稱由來據說是清朝時的陳姓先民在此用來鑿井的石輪像車輪之故[2]。
- 大草埔：位在石車與鴨母寮附近，清朝時未被開墾仍長滿荒草而命名[2]。
- 烏山坑：位於該里西南，因為是位在烏山群山之間的谷地而命名[2]。
- 菜公坑：位於該里東南，其名稱是清雍正九年（1731年）時縣丞葉文炳曾於此地設署，人稱葉公，後來葉字誤讀成菜字而來[2]。
- 查封田：位於菜公坑東北，其名稱由來據說是該處的耕地地主曾參與抗日，失敗後其田產被查封拍賣之故[2]。
- 客寮：位於該里西部，據說是過去朱一貴在此宴客他為了反清而結交的義士而命名[2]。
- 牛稠崙：位在該里西北部，地形為丘陵平原，其名稱據說是因為清朝時先民在此建牛舍養牛而來[2]。
- 五層崎：位於該里東北，為過去的交通要道，因為路徑沿河壁盤桓而上相當曲折如「玄」字而命名[2]。

該里鴨母寮的居民陳峰隆曾講述朱一貴與當地地名之間聯繫的傳說，稱朱一貴在「鴨母寮」養鴨，「客寮」宴客，「牛稠崙」操兵，「牛寮」養牛，「大草埔」種植牧草，「菜公坑」設置糧倉。

## 宗教信仰
- 鴨母寮興安宮：主祀天上聖母、關聖帝君、中興王朱一貴[1]。
- 菜公坑朝天宮：主祀天上聖母、池府千歲、朱府千歲[1]。
- 石車三真宮：主祀清水祖師、天上聖母、石府元帥、三坪祖師、清龍太子、張公法主、福德正神[1]。